# کرستن جیلیبرند
کرستن الیزابت روتنیک جیلیبرند (به انگلیسی:Kirsten Elizabeth Rutnik Gillibrand؛ ‎i‎/ˈkɪərstən ˈdʒɪlɪbrænd/‎ KEER-stən JIL-i-brand؛ زادهٔ ۹ دسامبر ۱۹۶۶) سناتور ایالت ایالت نیویورک در سنای ایالات متحده آمریکا است که برای نخستین‌بار در ۲۶ ژانویه ۲۰۰۹ به‌عضویت این مجلس درآمد. وی در زمرهٔ سناتورهای گروه اول است که تنها دو سال در سنا حضور دارند و در انتخابات بعدی نیز مجدداً می‌توانند شرکت کنند و تا تاریخ ۳ ژانویه ۲۰۱۹ در این مجلس خواهد بود.
او در تاریخ ۱۵ ژانویه ۲۰۱۹، ایجاد کمیته کاوش برای انتخابات ریاست جمهوری ۲۰۲۰ آمریکا خود را اعلام کرد. تمرکز اصلی کمپین او، «مبارزه با تبعیض جنسیتی» و «پوشش سلامت همگانی رایگان» است.
جیلیبرند از سران «جنبش من هم» محسوب می‌شود. این جنبش با هدف حمایت از قربانیان تعرض و تجاوزات جنسی تشکیل شده‌است.

## زندگی و تحصیلات
کرستن جیلیبرند در ۹ دسامبر ۱۹۶۶ در آلبانی، نیویورک متولد شد. پدر و مادر او وکیل هستند. او از اسم تولدش پس از تحصیل در حقوق استفاده کرد. او دکترای حقوق را در سال ۱۹۹۱ از مدرسه حقوق یوسی‌ال‌ای دریافت کرد.

## نگارخانه

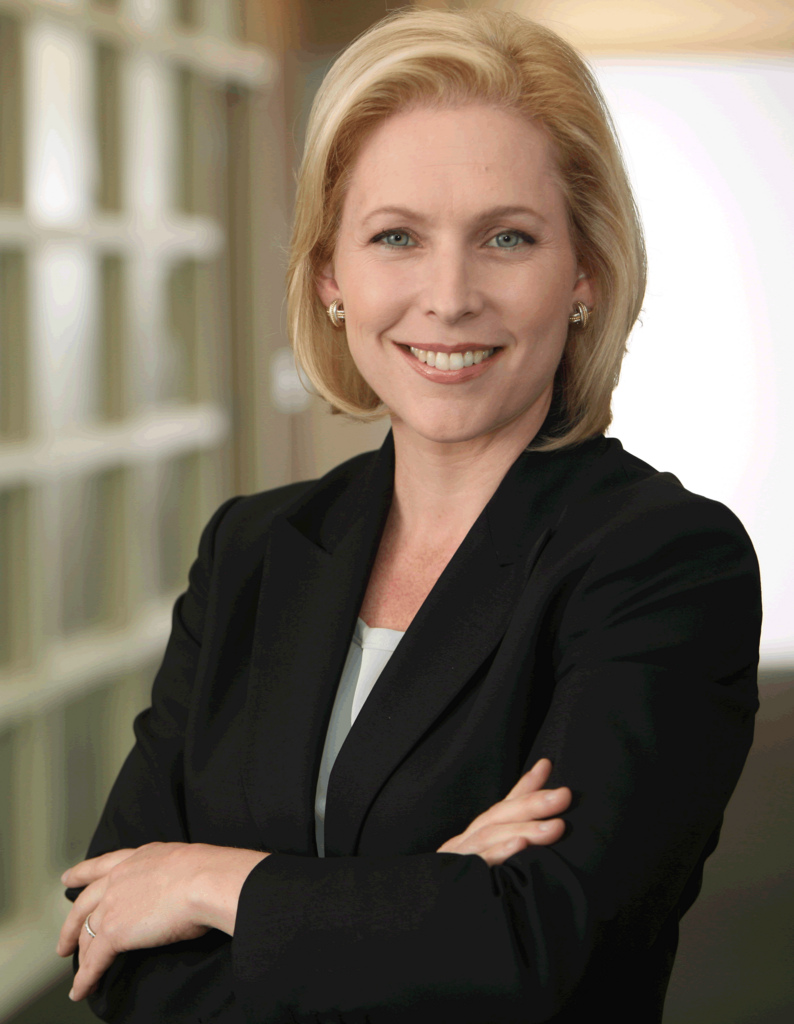